# Shinonome (Schiff, 1899)
Die Shinonome (japanisch 東雲) war ein Torpedobootszerstörer der Murakumo-Klasse der Kaiserlich Japanischen Marine, der 1899 in Dienst gestellt wurde und 1913 während eines Taifuns vor Formosa auf Grund lief.

## Bau
Die spätere Shinonome wurde am 1. Oktober 1897 zusammen mit ihrem Schwesterschiff Murakumo auf der Thornycroft-Werft im englischen Chiswick (London) auf Kiel gelegt. Der Stapellauf erfolgte am 15. Dezember 1898 und die Indienststellung am 1. Februar 1899, wurde aber am 22. Juni 1900 zum Zerstörer umklassifiziert.

## Einsatzgeschichte

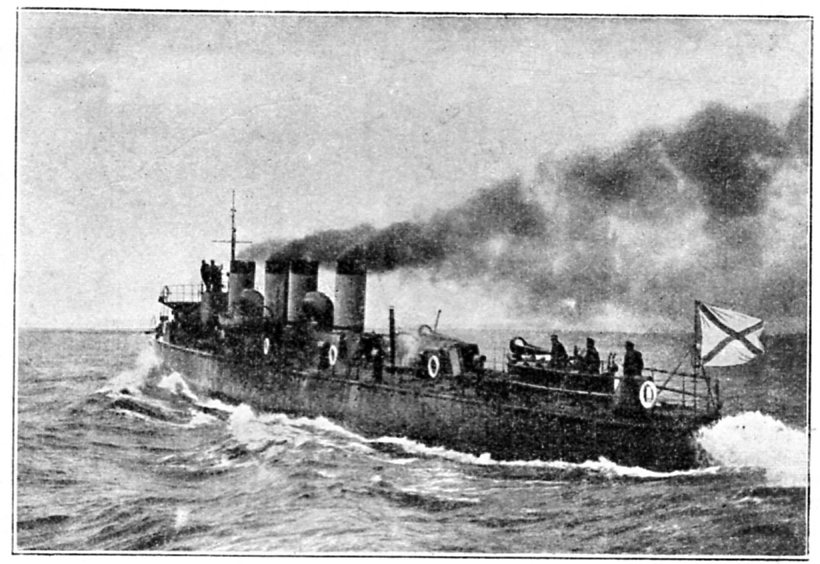
Die Stereguschy

Zu Beginn des Russisch-Japanischen Kriegs gehörte die Shinonome zur 3. Zerstörerdivision der japanischen 1. Flotte vor Port Arthur mit dem Schwesterboot Usugumo und dem Vier-Schornsteiner Sazanami der Ikazuchi-Klasse. 
Am 10. März 1904 gelang es Shinonome, Usugumo und zwei weiteren Zerstörern die russischen Torpedoboote Stereguschy und Reschitelnyi der Sokol-Klasse auf einer Aufklärungsfahrt von Port Arthur abzuschneiden. Der neu ernannte Geschwaderchef Makarow ging auf dem Kleinen Kreuzer Nowik sofort in See, um den angegriffenen Torpedobooten Hilfe zu leisten. Mit dem später dazu kommenden Panzerkreuzer Bajan konnte  ein Abschleppen der sinkenden Stereguschy durch die Japaner verhindert werden und die Flucht der Reschitelnyi trotz eingreifender japanischer Kreuzer ermöglicht werden. Dieser erste erfolgreiche Einsatz des neuen Geschwaderchef stärkte die Moral des russischen Geschwaders. Von den japanischen Zerstörern wurde die bei Yarrow gebaute Akebono erheblich beschädigt.

Im Verband der 3. Zerstörerdivision nahm die Shinonome auch an der Schlacht im Gelben Meer mit Usugumo und Sazanami teil.  Noch verstärkt um die Kasumi unterstützte die Einheit dann in der Seeschlacht von Tsushima das 2. Geschwader der Panzerkreuzer.
Im Mai 1909 wurden die Zerstörer Murakumo und Shinonome bei einem Taifun im Hafen schwer beschädigt und die Shinonome sank. Sie wurde wieder gehoben und auf der Marinewerft in Yokosuka in Stand gesetzt.  Die Boote der Murakumo-Klasse wurden im August 1912 zu Zerstörern dritter Klasse umklassifiziert und gehörten nicht mehr zu den Einsatzkräften der 1. Linie.  Die Shinonome sank am 23. Juli 1913 vor der Küste von Formosa durch einen Unfall, bei dem sie während eines Taifuns auf Grund lief.